# Мич, Карен
Карен Джин Мич (Karen Jean Meech; род. 1959) — американский астроном, специалист по планетной астрономии, а также астробиолог. Доктор философии, сотрудница Institute for Astronomy Гавайского университета.
Отмечена рядом отличий.
Особо она занимается вопросом происхождения воды на Земле. Феллоу Американского астрономического общества (2024).

## Биография
Окончила Университет Райса (бакалавр космической физики cum laude, 1981). В 1987 году получила степень доктора философии по планетной астрономии в Массачусетском технологическом институте. С того же 1987 года в Institute for Astronomy Гавайского университета: первоначально ассистент-астроном, с 1992 года ассоциированный астроном, с 2000 года астроном и ныне возглавляет группу по астробиологии. Глава комиссии по биоастрономии Международного астрономического союза. В 2005—2014 гг. член исполнительного комитета NASA Astrobiology Institute. Являлась соисследователем миссий НАСА Дип Импакт, EPOXI, Stardust-NeXT, а также фелло Кавли НАН США (2006—2008). С Карен Мич работали Jana Pittichová и Yanga R. Fernández. Изначально К. Мич занималась исследованиями комет.
Почётный член Mortar Board (2001).
С 2016 года член редколлегии Life (journal).
Автор более 40 рецензированных публикаций, в частности в Nature.

## Награды и отличия
- Heaps Physics Prize (1981)
- Премия Энни Кэннон Американского астрономического общества (1988)
- Премия Гарольда Юри Американского астрономического общества (1994)
- William Tylor Olcott Distinguished Service Award, AAVSO (2009)
- Regent’s Medal for Research Excellence Гавайского университета (2015)
- Учёный 2018 года, ARCS Foundation[англ.]

В 1996 году в её честь назван астероид 4367 Meech.